# 長瀨昆妮
長瀨昆妮（1990年3月8日—），台灣女網紅，從事多年日文教學及網路直播。出生於台北市，自稱是一位日本華僑，其實是位留學生，2020年時因簽證到期從日本留學回台，並與連千毅簽約成為其助理及祕書。

## 外部連結
- 長瀨昆妮的Instagram帳戶 （繁體中文）
- 長瀨昆妮的Facebook專頁 （繁體中文）
- 長瀨昆妮/日文女神的TikTok

较早的
- 長瀨昆妮的X（前Twitter）
- YouTube上的Queenie日文女神頻道